# Lista de códigos de país FIPS
Esta é uma lista de FIPS 10-4 código de países por Países, Dependências, Áreas de Especial Soberania, e suas principais Divisões Administrativas.
As duas letras do código de país são utilizados pelo Governo dos Estados Unidos para processamento de dados geográficos em diversas publicações, tais como o CIA World Factbook. O padrão também é conhecido como DAFIF 0413 ed 7 Amdt. No. 3 (Nov 2003) e como DIA 65-18 (Defense Intelligence Agency, 1994, "Elementos de dados geopolíticos e recursos relacionados").
Os códigos FIPS 10-4 são similares (mas por vezes incompatível com) o ISO 3166-1 alfa-2 código de país. A norma também inclui códigos para a subdivisão de alto nível dos países, similar mas geralmente incompatíveis com o padrão ISO 3166-2. Os códigos ISO 3166 são utilizados pelas Nações Unidas e para a Internet de alto nível com código de país domínio.
Entidades não-soberanas estão em parênteses.

## A
- AA (Aruba)
- AC Antígua e Barbuda
- AE Emirados Árabes Unidos
- AF Afeganistão
- AG Argélia
- AJ Azerbaijão
- AL Albânia
- AM Armênia
- AN Andorra
- AO Angola
- AQ (Samoa Americana)
- AR Argentina
- AS Austrália
- AT (Ilhas Ashmore e Cartier)
- AU Áustria
- AV (Anguila)
- AX (Acrotíri)
- AY (Antártica)

## B
- BA Barém
- BB Barbados
- BC Botsuana
- BD (Bermudas)
- BE Bélgica
- BF Bahamas
- BG Bangladexe
- BH Belize
- BK Bósnia e Herzegovina
- BL Bolívia
- BM Mianmar (Birmânia)
- BN Benim
- BO Bielorrússia
- BP Ilhas Salomão
- BQ (Ilha Navassa)
- BR Brasil
- BT Butão
- BU Bulgária
- BV (Ilha Bouvet)
- BX Brunei
- BY Burundi

## C
- CA Canadá
- CB Camboja
- CD Chade
- CE Seri Lanca
- CF República do Congo
- CG República Democrática do Congo
- CH China
- CL Chile
- CJ (Ilhas Caimã)
- CK (Ilhas Cocos (Keeling))
- CM Camarões
- CN Comores
- CO Colômbia
- CQ (Ilhas Marianas do Norte)
- CR (Ilhas do Mar de Coral)
- CS Costa Rica
- CT República Centro-Africana
- CU Cuba
- CV Cabo Verde
- CW (Ilhas Cook)
- CY Chipre

## D
- DA Dinamarca
- DJ Djibuti
- DO Dominica
- DQ (Ilha Jarvis)
- DR República Dominicana
- DX (Deceleia)

## E
- EC Equador
- EG Egito
- EI Irlanda
- EK Guiné Equatorial
- EN Estónia
- ER Eritreia
- ES El Salvador
- ET Etiópia
- EZ Chéquia

## F
- FG (Guiana Francesa)
- FI Finlândia
- FJ Fiji
- FK (Ilhas Falkland (Ilhas Malvinas))
- FM Estados Federados da Micronésia
- FO (Ilhas Feroe)
- FP (Polinésia Francesa)
- FQ (Ilha Baker)
- FR França
- FS (Terras Austrais e Antárticas Francesas)

## G
- GA Gâmbia
- GB Gabão
- GG Geórgia
- GH Gana
- GI (Gibraltar)
- GJ Granada
- GK (Guernsey)
- GL (Gronelândia)
- GM Alemanha
- GP (Guadalupe)
- GQ (Guam)
- GR Grécia
- GT Guatemala
- GV Guiné
- GW Guiné-Bissau
- GY Guiana
- GZ (Faixa de Gaza)

## H
- HA Haiti
- HK (Hong Kong)
- HM (Ilha Heard e Ilhas McDonald)
- HO Honduras
- HQ (Ilha Howland)
- HR Croácia
- HU Hungria

## I
- IC Islândia
- ID Indonésia
- IM (Ilha de Man)
- IN Índia
- IO (Território Britânico do Oceano Índico)
- IP (Ilha de Clipperton)
- IR Irão
- IS Israel
- IT Itália
- CI Costa do Marfim
- IZ Iraque

## J
- JP Japão
- JE (Jersey)
- JM Jamaica
- JN (Jan Mayen)
- JO Jordânia
- JQ (Atol Johnston)

## K
- KE Quénia
- KG Quirguistão
- KN Coreia do Norte
- KQ (Recife Kingman)
- KR Quiribáti
- KS Coreia do Sul
- KT (Ilha Christmas (Ilha do Natal))
- KU Kuwait
- KV Cazaquistão

## L
- LA Laos
- LE Líbano
- LG Letónia
- LH Lituânia
- LI Libéria
- LO Eslováquia
- LP Latin Purificado
- LQ (Atol Palmyra)
- LS Liechtenstein
- LT Lesoto
- LU Luxemburgo
- LY Líbia

## M
- MA Madagascar
- MB (Martinica)
- MC (Macau)
- MD Moldávia
- ME (Madeira)
- MF (Maiote)
- MG Mongólia
- MH (Monserrate)
- MI Maláui
- MJ Montenegro
- MK Macedônia do Norte
- ML Mali
- MN Mônaco
- MP Maurícia
- MQ (Atol de Midway)
- MR Mauritânia
- MT Malta
- MU Omã
- MV Maldivas
- MX México
- MY Malásia
- MZ Moçambique

## N
- NC (Nova Caledônia)
- NE (Niue)
- NF (Ilha Norfolque)
- NG Níger
- NH Vanuatu
- NI Nigéria
- NL Países Baixos
- NO Noruega
- NP Nepal
- NR Nauru
- NS Suriname
- NT (Antilhas Neerlandesas)
- NU Nicarágua
- NZ Nova Zelândia

## P
- PA Paraguai
- PC (Ilhas Pitcairn)
- PE Peru
- PF (Ilhas Paracel)
- PG (Ilhas Spratly)
- PK Paquistão
- PL Polônia
- PM Panamá
- PT Portugal
- PP Papua-Nova Guiné
- PS Palau
- PU Guiné-Bissau

## Q
- QA Catar

## R
- RE (Reunião)
- RI Sérvia
- RM Ilhas Marshall
- RN (São Martinho Francês)
- RO Roménia
- RP Filipinas
- RQ (Porto Rico)
- RS Rússia
- RW Ruanda

## S
- SA Arábia Saudita
- SB (São Pedro e Miquelão)
- SC São Cristóvão e Neves
- SE Seicheles
- SF África do Sul
- SG Senegal
- SH (Santa Helena)
- SI Eslovénia
- SL Serra Leoa
- SM San Marino
- SN Singapura
- SO Somália
- SP Espanha
- ST Santa Lúcia
- SU Sudão
- SV (Esvalbarde)
- SW Suécia
- SX (Ilhas Geórgia do Sul e Sanduíche do Sul)
- SY Síria
- SZ Suíça

## T
- TB (São Bartolomeu)
- TD Trindade e Tobago
- TH Tailândia
- TI Tajiquistão
- TK (Ilhas Turcas e Caicos)
- TL (Toquelau)
- TN Tonga
- TO Togo
- TP São Tomé e Príncipe
- TS Tunísia
- TT Timor-Leste
- TR Turquia
- TV Tuvalu
- TW Taiwan
- TX Turcomenistão
- TZ Tanzânia

## U
- UG Uganda
- UK Reino Unido
- UP Ucrânia
- US Estados Unidos
- UV Burquina Fasso
- UY Uruguai
- UZ Uzbequistão

## V
- VC São Vicente e Granadinas
- VE Venezuela
- VI (Ilhas Virgens Britânicas)
- VM Vietname
- VQ (Ilhas Virgens Americanas)
- VT Vaticano

## W
- WA Namíbia
- WE (Cisjordânia)
- WF (Wallis e Futuna)
- WI (Saara Ocidental)
- WQ (Ilha Wake)
- WS Samoa
- WZ Essuatíni

## Y
- YM Iémen

## Z
- ZA Zâmbia
- ZI Zimbábue

## Recursos
O quadro acima é retirado de uma fonte em domínio público do Governo dos E.U. -
- http://www.state.gov/s/inr/rls/4250.htm. (Estados Independentes no Mundo)
- http://www.state.gov/s/inr/rls/10543.htm. (Dependências e Áreas Especiais de Soberania)

A norma completa pode ser encontrada em:
- https://web.archive.org/web/20090201000438/http://www.itl.nist.gov/fipspubs/fip10-4.htm

Atualizações de acordo com as normas estão em
- https://web.archive.org/web/20070106052615/http://earth-info.nga.mil/gns/html/fips_files.htm
- FIPS PUB 10-4: Federal Information Processing Standard 10-4:Países, Dependências, Áreas Especiais de Soberania, e suas principais divisões administrativas, abril 1995
- DAFIF 0413, Edition 7, Amendment No. 3, novembro 2003
- DIA 65-18: Defense Intelligence Agency, Elementos de dados geopolíticos e recursos relacionados, 1994